# Agrotis bifurca
Agrotis bifurca är en fjärilsart som beskrevs av Otto Staudinger 1881. Agrotis bifurca ingår i släktet Agrotis och familjen nattflyn. Inga underarter finns listade i Catalogue of Life.